# Prosopis affinis
Prosopis affinis là một loài thực vật có hoa trong họ Đậu. Loài này được Spreng. miêu tả khoa học đầu tiên.